# Game Dev Story
Game Dev Story est un jeu vidéo de simulation économique développé et édité par Kairosoft, sorti en 1997 sur Windows puis adapté en 2010 sur iOS et Android et porté en 2015 sur Windows Phone.
Le joueur y est placé à la tête d'un studio de développement de jeux vidéo qu'il doit gérer.

## Accueil
- IGN : 9/10[1]